# Lok-Sabha-Wahlkreis Bangalore
Der Lok-Sabha-Wahlkreis Bangalore war von 1957 bis 1971 ein Wahlkreis bei den Wahlen zur Lok Sabha, dem Unterhaus des indischen Parlaments. Er gehörte zum Bundesstaat Mysore und umfasste Gebiet mit wechselndem Zuschnitt in bzw. um die Stadt Bangalore.
Bei der ersten Lok-Sabha-Wahl 1951 waren Bangalore und Umgebung noch in die Wahlkreise Bangalore North und Bangalore South unterteilt. Der Lok-Sabha-Wahlkreis Bangalore entstand zur Lok-Sabha-Wahl 1957. Er umfasste zunächst ein Gebiet im Umland Bangalores, während die Stadt selbst den Wahlkreis Bangalore City bildete. Im Vorfeld der Lok-Sabha-Wahl 1967 wurden die Wahlkreise neuformiert. Der Wahlkreis Bangalore umfasste nunmehr Bangalore-Stadt samt Umgebung, während die umliegenden Gebiete an den neugegründeten Wahlkreis Kanakapura gingen. Zur Lok-Sabha-Wahl 1977 wurde der Wahlkreis Bangalore aufgelöst und auf die wiedergegründeten Wahlkreise Bangalore North und Bangalore South aufgeteilt.

## Abgeordnete
| Wahl  | Name              | Partei | Stimmen |
| ----- | ----------------- | ------ | ------- |
| 1957  | H. C. Dasappa     | INC    | 50,9 %  |
| 1962  | H. C. Dasappa     | INC    | 48,0 %  |
| 1965* | H. K. W. Gowdha   | INC    | 65,0 %  |
| 1967  | K. Hanumanthaiyah | INC    | 47,8 %  |
| 1971  | K. Hanumanthaiyah | INC    | 65,1 %  |

*) Nachwahl